# Glenea elegans
Glenea elegans là một loài bọ cánh cứng trong họ Cerambycidae.